# Katastrofa lotu Yemenia 626
Katastrofa lotu Yemenia nr 626 – katastrofa lotnicza odrzutowego samolotu pasażerskiego Airbus A310 linii Yemenia, lecącego z Sany do Moroni, do której doszło 30 czerwca 2009 roku. Przyczyny katastrofy są nieznane. Ocalała tylko 1 osoba — 12-letnia dziewczyna. Katastrofa miała miejsce na Oceanie Indyjskim u wybrzeży Komorów. 1 lipca francuskie władze poinformowały o zlokalizowaniu czarnej skrzynki.

## Lot
Lot odbywał się z Paryża do stolicy Komorów, Moroni, z międzylądowaniem w Marsylii i w Sanie, stolicy Jemenu. Na lotnisku Roissy w Paryżu samolot Airbus A310 zabrał pierwszych pasażerów, głównie Francuzów, później lądował w Marsylii, skąd poleciał do Sany w Jemenie. Tam pasażerowie przesiedli się do Airbusa A310, by kontynuować podróż do Moroni. Lot 626 wystartował ze stolicy Jemenu — Sany ok. 23:30 czasu polskiego. Podróż do Moroni miała potrwać około 4,5 godziny.
Samolot Airbus A310 wyprodukowano w 1990 roku i był używany przez 19 lat i 3 miesiące. Odbył 51 900 godzin lotu w około 17 300 lotach.

## Katastrofa
Katastrofa miała miejsce na wybrzeżu wyspy Wielki Komor na Oceanie Indyjskim kilka minut lotu od lotniska. W rejonie katastrofy od kilku dni panowały niekorzystne warunki pogodowe.

## Pasażerowie
| Kraj        | Pasażerowie | Załoga | Razem |
| ----------- | ----------- | ------ | ----- |
| Komory      | 54          | -      | 54    |
| Francja     | 26          | -      | 26    |
| Jemen       | -           | 6      | 6     |
| Etiopia     | -           | 2      | 2     |
| Maroko      | -           | 2      | 2     |
| Filipiny    | -           | 1      | 1     |
| Kanada      | 1           | -      | 1     |
| Palestyna   | 1           | -      | 1     |
| Brak danych | 66          | -      | 66    |
| Razem       | 142         | 11     | 153   |